# 4179 Toutatis

## Otkriće
Asteroid Toutatis otkrio je 4. siječnja 1989. francuz Christian Pollas dok je na fotografskim pločama tražio male jupiterove satelite.

## Porijekli imena
Toutatis je dobio ime po liku iz keltske mitologije, galskom bogu rata i zaštitniku plemena, koji se često spominje i u stripu "Asterix", Više o mitološkom liku Toutatisu.

## Putanja i dimenzije
Asteroid 4179 Toutatis pripada klasama Apolonskog, Alinda i asteroid koji siječe Marsovu orbitu. Orbita Toutatisa je kaotična, što je posljedica orbitalne rezonancije 3,1 s Jupiterom., 
Zbog vrlo male inklinacije (samo 0,47°) i orbitalnog perioda koji je vrlo blizu 4 godine, Toutatis vrlo često dolazi u blizinu Zemlje, no trenutna orbita ne može ga donijeti bliže Zemlji od 0,006 AJ (2,3 puta dalje od Mjeseca),
Radarske snimke iz 1992, pokazale su da se Toutatis vjerojatno sastoji od dva dijela, promjera 4,6 km i 2,4 km, koji su u kontaktu, Pretpostavlja se da su dvije gromade koje čine Toutatisa nekad putovali odvojenim putanjama, te da su se slijepili nakon sudara, Toutatis vjerojatno nije čvrsto tijelo već labava nakupina krhotina,

## Bliski susreti sa Zemljom
Toutatis često zalazi u blizinu Zemlje, a najbolje snimke dobivene su 1992. godine kada je snimljen je uz pomoć radara Goldstone Deep Space Communication Complex u pustinji Mojave u Kaliforniji, Radarska snimanja omogućila su precizno određivanje putanje, rotacije, oblika i fizikalnih karakteristika, pa o Toutatisu znamo više nego o bilo kojem drugom potencijalno opasnom asteroidu (PHA, Potentialy Hazardous Asteroids). 
Najbliskiji kontakt Zemlje i Toutatisa dogodio se 29. rujna 2004. kada je Toutatis prošao na samo 0,0101 AJ od Zemlje (4 puta dalje od Mjeseca), što je bila izvrsna prilika astronomima da promotre asteroid s teleskopima te ga osvijetle radarskim snopom i preciznije mu odrede oblik i udaljenost.  Iako na prvi pogled daleko, nijedan od poznatih asteroida i kometa neće proći bliže Zemlji sve do 2060. godine. Ovo je ujedno bio i najbliskiji susret Zemlje i Toutatisa između 1352., i 2562., godine, Za sada znamo da Toutatis neće udariti u Zemlju u idućih 6 stoljeća, a njegovo je kretanje iza toga jako teško izračunati zbog kaotičnosti putanje. 
Toutatis su tog dana mogli vidjeti i astronomi amateri, Toutatis je bio dosegao maksimalni prividni sjaj do 9,2, a na nebu se gibao brzinom 23'/h. U vrijeme najbliskijeg susreta, Toutatis je bio vidljiv u zviježđu Kentaur, no u tom trenu je već bio previše južno da bi bio vidljiv iz Hrvatske.
Sljedeći bliski susret Zemlje i Toutatisa dogodit će se 9. studenog 2008., pri čemu će Toutatis proći na 0,0503 AJ od Zemlje.

## Kaotična rotacija
Toutatis ima jednu od najneobičnijih rotacija od svih poznatih tijela sunčevog sustava, Njegova je rotacija priozvod dvaju gibanja s periodima od 5,41 i 7,35 dana, zbog čega uz Toutatis nije moguće vezati neki vremenski period koji bi nazvali "danom", Sunce i zvijezde po nebu Toutatisa iscrtavaju krivulje koje se nikada ne ponavljaju, kao ni orijentacija Toutatisa prema ostatku svemira, Hipotetskom posjetitelju Toutatisa bi Sunce izlazilo, zalazilo i lutalo po nebu po vrlo zamršenim krivuljama,

## Vanjske poveznice
- Astronomska sekcija Fizikalnog društva Split - Bliski susret Zemlje i asteroida Toutatis
- Toutatis Home Page
- Space,com: Video of Toutatis's close approach to Earth, 29 Sept, 2004
- Interesting views of Toutatis

… | (4178) 1988 EO1 | 4179 Toutatis | 4180 Anaxagoras | …